# Simeon ben Eleazar
Simeon ben Eleazar (o Simeon b. Eleazar; in ebraico שמעון בן אלעזר ‎?, da leggersi come Shimon ben Eleazar) (Galilea, II secolo – Akbara, ...) era un rinomato saggio ebreo, rabbino Tanna della 5ª generazione (170 - 200 e.v.),, discepolo di Rabbi Meir.
È citato nella Mishnah solo alcune volte ma viene invece menzionato spesso nelle porzioni della Tosefta e della Baraita, che sono nel Talmud. In molti testi classici della Baraita, in questioni disputate, Simeon riporta versioni differenti da quelle citate nella Mishnah.
Quasi certamente figlio di Rabbi Eleazar ben Shammua. Maimonide, quando elencava le generazioni dei saggi Tannaim, invertì l'ordine e mise Rabbi Simeon ben Eleazar quale contemporaneo di Rabbi Akiva ben Joseph, mettendo invece Rabbi Meir nella generazione successiva. Il rabbino medievale Yom Tov Asevilli (Siviglia, 1250-1330) asserisce che ci furono due saggi tanna differenti con lo stesso nome Simeon ben Eleazar, uno nella generazione precedente a Rabbi Meir e, l'altro, nella generazione successiva a quella di Rabbi Meir, risolvendo così il groviglio creato da Maimonide.
Simeon, come il suo insegnante Rabbi Meïr, affrontava dibattiti polemici coi Samaritani, che negavano la risurrezione, provando loro che era invece dichiarata nella Bibbia, cioè nel Libro dei Numeri 15:31. Nell'Halakhah Simeon appare frequentemente come l'opponente di Rabbi Judah haNasi. Simeon formulò anche una regola esegetica per l'interpretazione di quei passaggi nella Bibbia dove sono posti dei puntini sopra certe lettere o parole ebraiche in base ad una tradizione anche allora già in vigore: se le lettere senza puntini eccedono [su] quelle punteggiate, l'esposizione deve basarsi sulle precedenti [esposizioni]... ma se accade l'inverso, allora le lettere coi puntini devono essere interpretate.